# Marko Kristal
Pour les articles homonymes, voir Kristal.
Marko Kristal est un footballeur estonien né le 2 juin 1973 à Tallinn en RSS d'Estonie.

## Biographie
Entre 1991 et 2005, il reçoit 143 sélections avec l'Estonie, inscrivant 9 buts sous les couleurs de son pays. 
En 2001, Marko Kristal devient le plus jeune joueur européen à atteindre les 100 sélections en équipe nationale.
En avril 2005, il décide de mettre fin à sa carrière internationale. Avec 143 sélections, il est alors le joueur estonien le plus capé, avant d'être dépassé par Martin Reim et ses 157 sélections.

## Vie privée
Marko Kristal est le père de Patrik Kristal, lui aussi footballeur professionnel et international estonien.

## Palmarès joueur
- Champion d'Estonie en 1993-94, 1994-95, 1997-98, 1998, 2001, 2002 et 2003
- Vainqueur de la Coupe d'Estonie en 1995 et 1998
- Vainqueur de la Supercoupe d'Estonie en 1998, 2002, 2003 et 2004

## Palmarès entraîneur
- Coupe d'Estonie en 2014